# デアンドレ・ハンター
デアンドレ・ジェームズ・ハンター（De'Andre James Hunter, 1997年12月2日 - ）は、アメリカ合衆国・ペンシルベニア州フィラデルフィア出身のプロバスケットボール選手。NBAのアトランタ・ホークスに所属している。ポジションはスモールフォワード。

## 経歴

### ハイスクール
ハンターはペンシルベニア州ウィンウッドにあるフレンズ・セントラル・スクールに入学をした。ジュニアのシーズン、1試合平均21.6得点、11.0リバウンド、5.0アシストをマークし、最終学年の2015-16シーズンは、1試合平均23.5得点、9.8リバウンド、3.0アシスト、2.5ブロックを記録した。この年ペンシルベニア州クラスAAの最優秀選手に選ばれた。2016年の大学進学を前に彼はESPNから全米で73人目、スモールフォワードとしては14番目の選手に評価された。ノースカロライナ州立大学、ノートルダム大学からもオファーを受けていたが、2015年9月12日、彼はバージニア大学への進学を決めた。

### カレッジ

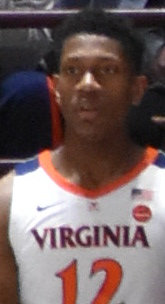
バージニア大学でのハンター（2019年）

1年生のシーズンはレッドシャツで過ごした。フレッシュマンとなった2017-18シーズン、平均19.9分に出場して、9.2得点、3.5リバウンド、1.1アシストの成績を残し、アトランティック・コースト・カンファレンスのシックスマン賞及びオールフレッシュマンチームに選ばれた。この年の3月1日に行われたルイビル大学戦では26フィートの距離からブザービーターとなる3ポイントシュートを成功、チームは67-66で勝利した。33試合中16試合で2桁得点をあげる活躍を見せた。チームも彼が2桁得点をあげた試合では15勝1敗の成績を残した。左手首の骨折でNCAAトーナメントを欠場した。彼を欠いたチームはNCAAトーナメントの地区第1シードであったが1回戦で第16シードのメリーランド大学ボルチモア校に敗れた。2018年のNBAドラフト1巡で指名される可能性もあった彼はアーリーエントリーをせずに大学でのプレーを継続することに決めた。
2年次の2018-19シーズンは、38試合に先発出場、平均32.5分に出場し、15.2得点、5.1リバウンド、2.0アシストをあげて、カンファレンスの最優秀守備選手、ファーストチーム、オールアメリカンのサードチームに選ばれた。シュート成功率は、カンファレンス2位、得点もカンファレンス9位の成績であった。この年もチームはNCAAトーナメントに地区第1シードで進出、テキサス工科大学とのトーナメント決勝で27得点、9リバウンドをあげてチームは85-77で勝利した。なお彼は残り12秒9に貴重な同点3ポイントシュートを決めている。シーズン終了後、大学に残らず2019年のNBAドラフトにアーリーエントリーすることを表明した。

### アトランタ・ホークス
6月20日に行われたNBAドラフトにて1巡目全体4位でロサンゼルス・レイカーズから指名され、翌月6日にアンソニー・デイビスとのトレードで交渉権がニューオーリンズ・ペリカンズへ放出され、さらに翌日に同年のドラフトで全体8位指名のジャクソン・ヘイズなどとのトレードでアトランタ・ホークスへ交渉権が移った。また、ドラフトでは大学の同僚のタイ・ジェロームは全体24位、カイル・ガイは全体55位でそれぞれ指名された。
2019-20シーズン、1年目から先発に定着し、63試合に平均32.0分の出場で、12.3得点、4.5リバウンド、1.8アシスト、0.7スティールを記録したが、NBAオールルーキーチームには選出されなかった。
2020-21シーズン、2021年1月24日のミルウォーキー・バックス戦で自身初の30得点以上となる33得点を記録した。1月29日のワシントン・ウィザーズ戦で右膝を痛めて途中退場し、その後多くの試合を欠場した。3月のライジング・スターズ・チャレンジに選出された。このシーズンは23試合に平均29.5分の出場で、15.0得点、4.8リバウンド、1.9アシスト、0.8スティールなどを記録した。チームとして4年ぶりのプレーオフでは1回戦で全5試合に先発出場し、平均10.8得点・4.0リバウンドなどを記録しカンファレンス準決勝進出に貢献したが、右膝半月板損傷が判明した。6月15日に右膝の手術を受けてシーズンを終えた。
2021-22シーズン、2022年4月26日に行われたマイアミ・ヒートとのプレーオフ第1回戦の第5戦で、キャリアハイとなる35得点を含む11リバウンド、2アシスト、3スティールを記録したが、チームは94-97で惜敗した。これにより、チームはプレーオフ敗退となった。
2022-23シーズン、10月17日にホークスとの4年総額9,500万ドルの延長契約に合意した。2023年1月13日のインディアナ・ペイサーズ戦でキャリアハイとなる6本の3ポイントシュートを含む26得点を記録し、チームは113-111で辛勝した。
2024-25シーズン、2025年1月27日のミネソタ・ティンバーウルブズ戦でキャリアハイに並ぶ35得点を記録したが、チームは92-100で敗れた。

### クリーブランド・キャバリアーズ
2月6日にカリス・レヴァート、ジョージ・ニアン、3つの将来のドラフト指名権、2つのドラフト1巡目指名交換権とのトレードでクリーブランド・キャバリアーズへ移籍した。

## 個人成績

### NBA

#### レギュラーシーズン
| シーズン | チーム | GP  | GS  | MPG  | FG%  | 3P%  | FT%  | RPG | APG | SPG | BPG | PPG  |
| -------- | ------ | --- | --- | ---- | ---- | ---- | ---- | --- | --- | --- | --- | ---- |
| 2019–20  | ATL    | 63  | 62  | 32.0 | .410 | .355 | .764 | 4.5 | 1.8 | .7  | .3  | 12.3 |
| 2020–21  | ATL    | 23  | 19  | 29.5 | .484 | .326 | .859 | 4.8 | 1.9 | .8  | .5  | 15.0 |
| 2021–22  | ATL    | 53  | 52  | 29.8 | .442 | .379 | .765 | 3.3 | 1.3 | .7  | .4  | 13.4 |
| 2022–23  | ATL    | 67  | 67  | 31.7 | .461 | .350 | .826 | 4.2 | 1.4 | .5  | .3  | 15.4 |
| 2023–24  | ATL    | 57  | 37  | 29.5 | .459 | .385 | .847 | 3.9 | 1.5 | .7  | .3  | 15.6 |
| 2024–25  | ATL    | 37  | 4   | 28.7 | .461 | .393 | .858 | 3.9 | 1.5 | .8  | .1  | 19.0 |
| 2024–25  | CLE    | 27  | 5   | 25.0 | .485 | .426 | .821 | 4.2 | 1.3 | .7  | .3  | 14.3 |
| 通算     | 通算   | 327 | 246 | 30.0 | .452 | .373 | .819 | 4.1 | 1.5 | .7  | .3  | 14.8 |

#### プレーイン
| シーズン | チーム | GP | GS | MPG  | FG%  | 3P%  | FT%   | RPG | APG | SPG | BPG | PPG  |
| -------- | ------ | -- | -- | ---- | ---- | ---- | ----- | --- | --- | --- | --- | ---- |
| 2022     | ATL    | 2  | 2  | 29.3 | .467 | .250 | 1.000 | 6.0 | 1.0 | .0  | .0  | 16.0 |
| 2023     | ATL    | 1  | 1  | 22.8 | .222 | .000 | .667  | 6.0 | 2.0 | .0  | .0  | 6.0  |
| 2024     | ATL    | 1  | 1  | 42.2 | .188 | .000 | .667  | 2.0 | 4.0 | .0  | .0  | 8.0  |
| 通算     | 通算   | 4  | 4  | 30.9 | .345 | .118 | .750  | 5.0 | 2.0 | .0  | .0  | 11.5 |

#### プレーオフ
| シーズン | チーム | GP | GS | MPG  | FG%  | 3P%  | FT%  | RPG | APG | SPG | BPG | PPG  |
| -------- | ------ | -- | -- | ---- | ---- | ---- | ---- | --- | --- | --- | --- | ---- |
| 2021     | ATL    | 5  | 5  | 30.4 | .400 | .375 | .750 | 4.0 | .6  | .2  | .6  | 10.8 |
| 2022     | ATL    | 5  | 5  | 34.9 | .557 | .462 | .800 | 3.8 | .6  | .8  | .2  | 21.2 |
| 2023     | ATL    | 6  | 6  | 37.4 | .459 | .368 | .800 | 5.7 | 1.2 | .7  | .3  | 16.7 |
| 2025     | CLE    | 8  | 0  | 23.1 | .429 | .462 | .846 | 3.6 | 1.0 | .5  | .1  | 11.0 |
| 通算     | 通算   | 24 | 16 | 30.6 | .468 | .415 | .806 | 4.3 | .9  | .5  | .3  | 14.5 |

### カレッジ
| シーズン | チーム     | GP | GS | MPG  | FG%  | 3P%  | FT%  | RPG | APG | SPG | BPG | TO  | PPG  |
| -------- | ---------- | -- | -- | ---- | ---- | ---- | ---- | --- | --- | --- | --- | --- | ---- |
| 2017–18  | バージニア | 33 | 0  | 19.9 | .488 | .382 | .755 | 3.5 | 1.1 | .6  | .4  | .9  | 9.2  |
| 2018–19  | バージニア | 38 | 38 | 32.5 | .520 | .438 | .783 | 5.1 | 2.0 | .6  | .6  | 1.4 | 15.2 |
| 通算     | 通算       | 71 | 38 | 26.6 | .509 | .419 | .773 | 4.4 | 1.6 | .6  | .5  | 1.2 | 12.4 |

## 人物
8歳の時に父親を亡くし、兄が父親代わりを務めた。
NBAドラフトで指名された際、ESPNの解説を務めたチャウンシー・ビラップスにジェイ・クラウダーと比較された。